# Robert Kasprzycki

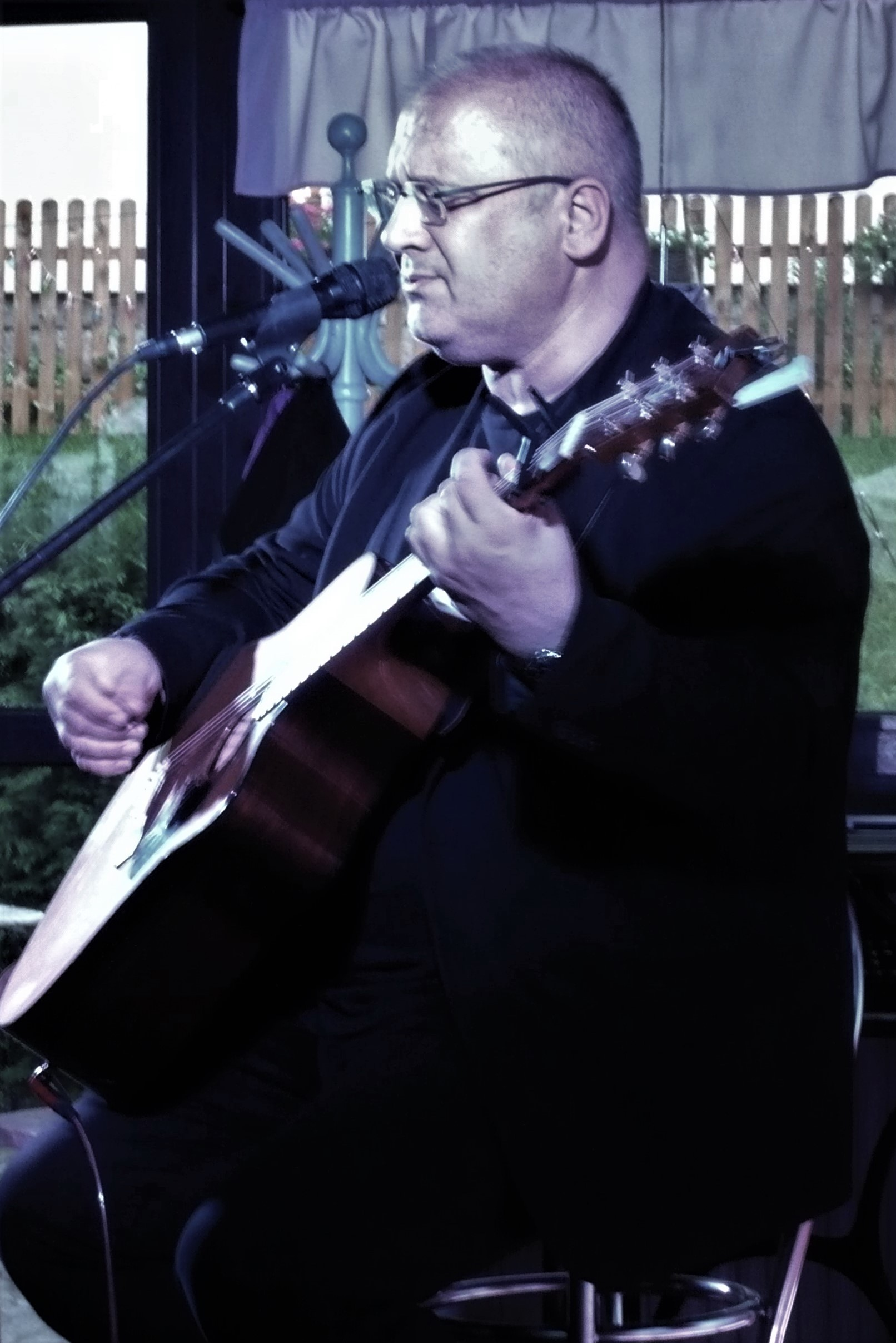
Robert Kasprzycki, 2021

Robert Kasprzycki (ur. 21 września 1969 w Śremie) – polski poeta, pieśniarz, wokalista, muzyk i kompozytor, a także tłumacz, felietonista, recenzent (literacki i muzyczny), autor tekstów kabaretowych.
Członek Stowarzyszenia Autorów ZAiKS, Akademii Fonograficznej ZPAV, oraz Stowarzyszenia Artystów Wykonawców Utworów Muzycznych i Słowno-Muzycznych SAWP.
W roku 1980 przeniósł się wraz z rodzicami do podkrakowskich Myślenic, gdzie ukończył szkołę podstawową i średnią. Tam także debiutował jako wykonawca piosenki poetyckiej i gitarzysta lokalnych formacji rockowych. W 1989 roku rozpoczął studia polonistyczne w krakowskiej Wyższej Szkole Pedagogicznej, które ukończył w roku 1994, a następnie rozpoczął studia doktoranckie, które przerwał w roku 1997, kiedy to wydał debiutancką płytę „Niebo do wynajęcia”.

## Nagrody i wyróżnienia
Laureat wielu konkursów poetyckich i festiwali m.in. Studenckiego Festiwalu Piosenki w Krakowie w roku 1992 (I nagroda oraz Stypendium im. Wojtka Bellona), XX Spotkań „Śpiewajmy Poezję” w Olsztynie (pierwsza nagroda – za piosenkę „Brudny autobus do stacji Golgota”), konkursu o „Złamane Pióro” (pierwsza nagroda za oryginalną twórczość poetycką) (1994), wyróżnienie za tłumaczenie poezji Horacego i Owidiusza w Konkursie Literackim Młodych Twórców UJ (1994), wyróżnienie, wraz z grupą LIFE, na festiwalu rockowym w Węgorzewie (1994), „Grand Prix” na V Ogólnopolskim Festiwalu Piosenki Studenckiej „Łykend” we Wrocławiu (1995).

## Dyskografia
Albumy studyjne
| Niebo do wynajęcia          | - Data: 3 marca 1997 - Wydawca: Pomaton EMI          | —  |  |
| Światopodgląd               | - Data: 16 października 2006 - Wydawca: Fonografika  | 41 |  |
| Piosenki i nie              | - Data: 16 października 2007 - Wydawca: Radio Kraków | —  |  |
| Cztery                      | - Data: 4 października 2014 - Wydawca: Maestrada     | —  |  |
| Śmigły (Gdy późno w noc)    | 2021                                                 |    |  |
| Mała Łazienkowa             | 2021                                                 |    |  |
| „—” album nie był notowany. |                                                      |    |  |

Single
| „Niebo do wynajęcia”          | 1996 | —  |
| „Mam wszystko, jestem niczym” | 1997 | 25 |
| „Jestem powietrzem"           | 1997 | —  |
| „Na do widzenia”              | 2000 | —  |
| „Światopodgląd”               | 2006 | 10 |
| „Oko opaczności”              | 2006 | —  |
| „Naprawdę kocham deszcz”      | 2008 | 6  |
| „Galway” (oraz Carrantuohill) | 2009 | 40 |
| „Trzymaj się wiatru kochana”  | 2014 | 25 |
| „Same zera”                   | 2014 | 50 |
| „—” singel nie był notowany.  |      |    |